# Kręciel
Kręciel (Orectochilus villosus) – gatunek wodnego chrząszcza z rodziny krętakowatych. 
Mierzy do 5 mm długości. Ma ciemnobrunatną barwę pokryw. Jest gatunkiem nocnym, pojawiającym się na powierzchni dopiero o zmierzchu. W dzień ukrywa się wśród roślin. Występuje w Europie. W Polsce jest gatunkiem pospolitym.